# 日本音楽作家団体協議会
一般社団法人日本音楽作家団体協議会（にほんおんがくさっかだんたいきょうぎかい、Japan Federation of Authors and Composers Associations）は、日本の作曲家、作詞家、編曲家、訳詞家の団体の協議体。略称＝「FCA」。事務所は日本音楽著作権協会内。著作権及び著作隣接権保護期間の延長、私的録音録画補償金制度の維持・拡大に取り組む。

## 沿革
1986年4月、日本作曲家協議会、日本現代音楽協会、日本童謡協会を含む13の音楽作家団体によって設立。
1999年、デジタル時代の著作権協議会（CCD）の設立に参加。
2004年9月9日、楽譜コピー問題協議会（略称＝「CARS」、構成団体＝日本音楽作家団体協議会、日本作曲家協議会、日本音楽著作権協会、日本現代音楽協会、日本楽譜出版協会、日本童謡協会）に参加。
2006年には著作権問題を考える創作者団体協議会の設立当初より参加。なお、当初の目的を達成したとして2018年に解散している。
2008年1月15日の「Culture　First〜はじめに文化ありき〜」行動』に推進団体として参加。
2009年8月25日、日本音楽著作権協会他の団体とともに、「権利制限の一般規定」の導入に反対する意見書発表。

## 会員団体
- （一社）日本音楽作家協会（MCA）
- （一社）日本作曲家協議会（JFC）
- 全日本音楽著作家協会（AJACA）
- （一社）日本作詩家協会（JLA）
- 全日本児童音楽協会（ZENJION）
- 日本作編曲家協会（JCAA）
- 日本音楽著作家連合（SUJA）
- 日本詩人連盟（JALP）
- （一社）日本童謡協会（ACS）
- 日本現代音楽協会（JSCM）
- 日本訳詩家協会（JASTS）
- （公社）日本作曲家協会（JACOMPA）

## 所在地
- 〒151-8540 東京都渋谷区上原3-6-12 JASRAC内